# Fournoulès
Fournoulès é uma ex-comuna francesa na região administrativa de Auvérnia-Ródano-Alpes, no departamento de Cantal. Estendeu-se por uma área de 7 km². Em 2010 a comuna tinha 63 habitantes (densidade: 9 hab./km²).
Em 1 de janeiro de 2016 foi fundida com a comuna de Saint-Constant para a criação da nova comuna de Saint-Constant-Fournoulès.